# Stazione di Minami-Chitose
La stazione di Minami-Chitose (南千歳駅?, Minami-Chitose-eki) è la principale stazione della città di Chitose situata lungo la linea Chitose. Dalla stazione si separa la diramazione della linea Chitose per l'Aeroporto di Shin-Chitose.

## Linee
JR Hokkaido
■ Linea Chitose
■ Linea Sekishō (servizio ferroviario)

## Struttura
La stazione è dotata di 4 binari con due piattaforme a isola centrali.
| 1 | ■ Linea Chitose           | per Tomakomai, Muroran e Hakodate     |
| 1 | ■ Linea Chitose Aeroporto | per Aeroporto Shin-Chitose            |
| 1 | ■ Linea Sekishō           | per Oiwake, Yubari, Obihiro e Kushiro |
| 2 | ■ Linea Chitose           | per Chitose, Sapporo, Teine e Otaru   |
| 2 | ■ Linea Chitose Aeroporto | per Aeroporto Shin-Chitose            |
| 2 | ■ Linea Sekishō           | per Oiwake                            |
| 3 | ■Linea Chitose Aeroporto  | per Aeroporto Shin-Chitose            |
| 3 | ■ Linea Chitose           | per Chitose, Sapporo, Teine e Otaru   |
| 4 | ■ Linea Chitose           | per Sapporo, Teine e Otaru            |

## Stazioni adiacenti
| «                      | Servizio       | »             |
| Linea Chitose          | Linea Chitose  | Linea Chitose |
| ---------------------- | -------------- | ------------- |
| Uenae                  | Locale         | Chitose       |
| Aeroporto Shin-Chitose | Rapido Airport | Chitose       |
| Linea Sekishō          |                |               |
| Oiwake                 | Locale         |               |